# Calendulauda barlowi
Calendulauda barlowi е вид птица от семейство Чучулигови (Alaudidae).

## Разпространение
Видът е разпространен в Намибия и Южна Африка.